# Mexico ved sommer-OL 2012
Mexico deltog ved Sommer-OL 2012 i London som blev arrangeret i perioden 27. juli til 12. august 2012.

## Medaljer
| 2012 London | Guld | Sølv | Bronze | Total |
| Mexico      | 1    | 3    | 3      | 7     |

### Medaljevinderne
| Mexico under sommer-OL 2012 i London | Mexico under sommer-OL 2012 i London | Mexico under sommer-OL 2012 i London | Mexico under sommer-OL 2012 i London       | Mexico under sommer-OL 2012 i London |
| Medalje                              | Navn | Sport                                | Event                                      | Dato                                 |
| ------------------------------------ | --- | ------------------------------------ | ------------------------------------------ | ------------------------------------ |
| Guld                                 | Mexicos U/23-fodboldlandshold \| José de Jesús Corona \| \| Giovani dos Santos \| \| \| \| Israel Jiménez \| \| Javier Aquino \| \| \| \| Carlos Salcido \| \| Raúl Jiménez \| \| \| \| Hiram Mier \| \| Diego Reyes \| \| \| \| Dárvin Chávez \| \| Jorge Enríquez \| \| \| \| Héctor Herrera \| \| Néstor Vidrio \| \| \| \| Javier Cortés \| \| Miguel Ponce \| \| \| \| Marco Fabián \| \| Néstor Araujo \| \| \| \| Oribe Peralta \| \| José Antonio Rodríguez \| \| \| | Fodbold                              | mændenes turnering                         | 11. august                           |
| Sølv                                 | Iván García Germán Sánchez | Udspring                             | Mændenes 10 m synkroniseret platform       | 30. juli                             |
| Sølv                                 | Paola Espinosa Alejandra Orozco | Udspring                             | Kvindernes 10 meter synkroniseret platform | 31. juli                             |
| Sølv                                 | Aída Román | Bueskydning                          | Kvindernes individuel                      | 2. august                            |
| Bronze                               | Mariana Avitia | Bueskydning                          | Kvindernes individuel                      | 2. august                            |
| Bronze                               | Laura Sánchez | Udspring                             | Women's 3 m springboard                    | 5. august                            |
| Bronze                               | María Espinoza | Taekwondo                            | Kvindernes +67 kg                          | 11. august                           |
| José de Jesús Corona                 | | Giovani dos Santos                   |                                            |                                      |
| Israel Jiménez                       | | Javier Aquino                        |                                            |                                      |
| Carlos Salcido                       | | Raúl Jiménez                         |                                            |                                      |
| Hiram Mier                           | | Diego Reyes                          |                                            |                                      |
| Dárvin Chávez                        | | Jorge Enríquez                       |                                            |                                      |
| Héctor Herrera                       | | Néstor Vidrio                        |                                            |                                      |
| Javier Cortés                        | | Miguel Ponce                         |                                            |                                      |
| Marco Fabián                         | | Néstor Araujo                        |                                            |                                      |
| Oribe Peralta                        | | José Antonio Rodríguez               |                                            |                                      |